# Jacquiniella standleyi
Jacquiniella standleyi är en orkidéart som först beskrevs av Oakes Ames, och fick sitt nu gällande namn av Robert Louis Dressler. Jacquiniella standleyi ingår i släktet Jacquiniella och familjen orkidéer. Inga underarter finns listade i Catalogue of Life.